# 김혜성 (기자)
김혜성은 대한민국의 前 MBC 기자이다. 

## 학력
- 서울대학교 인문대 미학과 학사

## 경력
- ~ 2020 MBC 보도국 탐사기획팀 기자
- MBC 보도국 기자
- 2018.08 ~ 2018.11 MBC 보도국 교육복지팀
- 2013.03 ~ 2014.04 MBC 통일방송연구소
- MBC 보도제작국 기자
- 2004.06 ~ 2004.07 MBC 이라크 바그다드 특파원
- 2000년 MBC 보도국 기자 입사

## 진행
- MBC TV 2시 뉴스외전 (2018년 11월 5일 ~ 2019년 9월 11일)